# Pierrette
Pierrette é um romance de Honoré de Balzac, sobre violência doméstica, surgido em 1840. Ele faz parte parte da Comédia Humana e está situado na parte dos Estudos de costumes, no segundo livro das Cenas da vida da província e no subgrupo intitulado Os Celibatários. Sua primeira aparição data de janeiro de 1840 na forma de um folhetim no jornal Le Siècle, depois em livro aparecido em setembro de 1840.
Balzac dedicou este romance a Anna Hanska, a filha de Ewelina Hańska, que desposará em 1850.

## Enredo
A ação se situa durante o reino de Carlos X (1824-1830) e se desenrola inteiramente na vila, dita medieval, de Provins, no departamento Seine-et-Marne.
Pierrette Lorrain é uma jovem órfã, confiada por seus avós arruinados a seus primos Rogron, dois celibatários imbecis. Ela será vítima inocente das manipulações de personagens que pretendem tomar a fortuna dos Rogron.
É o doutor Horace Bianchon que denuncia as sevícias das quais a jovem é vítima e propõe a seu mestre (Desplein) submetê-la a uma cirurgia de trepanação. Horace ajuda seu mestre nessa operação delicada.
Nesse romance, Balzac quer ilustrar os danos e a imbecilidade do celibato. Ele aponta igualmente "as solteironas e os solteirões esses abelhões da colmeia", nulos e improdutivos. Outros temas que ressaltam são os da injustiça e impunidade. "A desastrada intervenção da justiça, mesmo depois da morte de Pierrette, só faz ressaltar a impunidade dos algozes e a crueldade do destino." O romance se encerra com uma nota de esperança na justiça divina: "A legalidade seria uma bela coisa para as patifarias sociais, se Deus não existisse".